# Eric Roberts

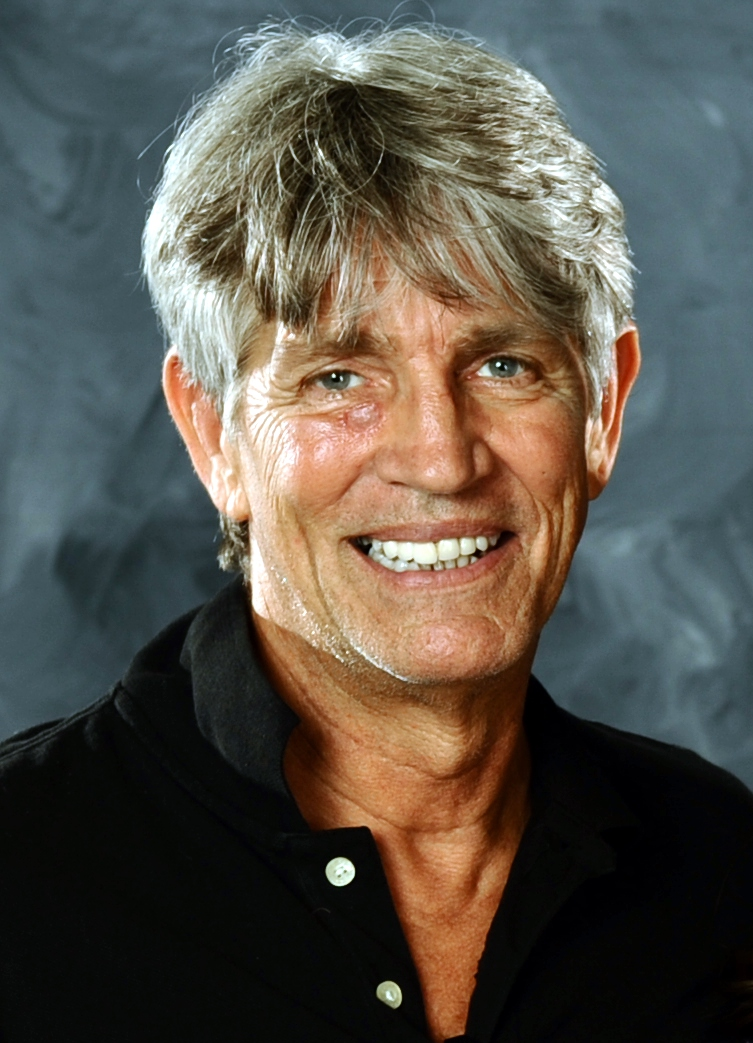
Eric Roberts (2015)

Walter Anthony „Eric“ Roberts (* 18. April 1956 in Biloxi, Mississippi) ist ein US-amerikanischer Schauspieler.

## Leben
Eric Roberts wurde als ältestes Kind von Walter (1933–1977) und Betty Roberts, geb. Bredemus (1934–2015) geboren, als sein Vater bei der Air Force diente und in Biloxi stationiert war. Er ist der ältere Bruder von Lisa Roberts Gillan (* 1965) und Julia Roberts (* 1967), die wie er im Filmgeschäft arbeiten. Er ist zudem ein entfernter Cousin seines Schauspielkollegen Edward Norton.
Nach der Scheidung der Eltern im Jahr 1972 zog Roberts zuerst mit der Mutter nach Smyrna bei Atlanta. In den Jahren 1973–1975 konnte er dank der finanziellen Unterstützung seines Vaters an der Royal Academy of Dramatic Art in London studieren. Später setzte er seine schauspielerische Ausbildung an der American Academy of Dramatic Arts in New York City fort.

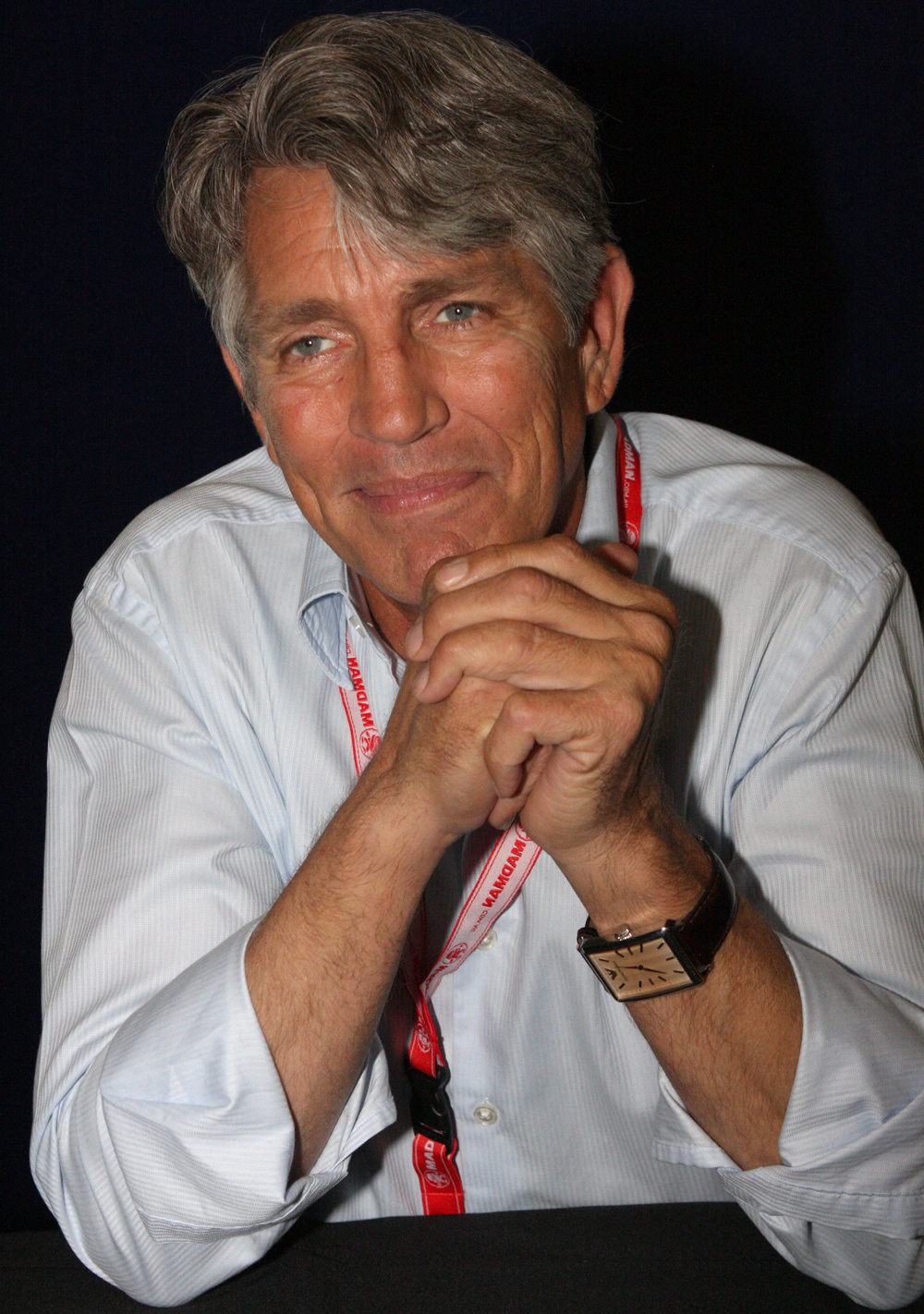
Eric Roberts (2012)

Sein Schauspieldebüt gab er 1974 in der Seifenoper How to Survive a Marriage. Im Jahr 1977 erhielt Roberts die ersten Theaterrollen. Im selben Jahr wirkte er auch als Ted Bancroft in der Fernsehserie Another World mit. Im Jahr 1985 wurde er für seine Rolle im Film Runaway Train als Bester Nebendarsteller für den Oscar nominiert. Für den Film Der Pate III wurde ihm eine Rolle angeboten, die er jedoch ablehnte. Später folgte ein Karriereknick aufgrund persönlicher Probleme. Am 3. Dezember 1987 wurde er wegen Ruhestörung verhaftet (aufgrund einer Auseinandersetzung mit seiner Frau, die er bei diesem Streit gegen eine Wand stieß), man hatte bei ihm Drogen gefunden. In späteren Interviews nahm Roberts zu seinem Drogenproblem Stellung.
Im Jahr 2002 übernahm er eine Hauptrolle in der Fernsehserie Office Girl und war neben Clarence Williams III in Ja Rules Musikvideo Down Ass Chick (feat. Charli Baltimore) als Detektiv zu sehen. Im Jahr 2004 wirkte Roberts in dem Musikvideo zur Single Mr. Brightside von The Killers mit. Im Jahr 2005 konnte man ihn in zwei Musikvideos von Mariah Carey sehen, in It’s Like That und der Fortsetzung We Belong Together. Im Jahr 2008 folgte ein Auftritt in dem Musikvideo von Akon feat. Eminem Smack That. 2012 stand Roberts neben Danny Trejo für den Adventure-Science-Fiction-Thriller The Cloth vor der Kamera. Weiterhin nahm er an der 4. Staffel der Reality-TV-Show Celebrity Rehab with Dr. Drew teil und ließ sich während eines Drogenentzuges begleiten. Sein Schaffen als Schauspieler umfasst mehr als 600 Produktionen für Film und Fernsehen.
Seine im Februar 1991 geborene Tochter Emma ist ebenfalls Schauspielerin, wie auch seine Ehefrau Eliza Roberts, mit der er seit 1992 verheiratet ist.
Eric Roberts hat insgesamt mit 8398 Schauspielern zusammengespielt (Stand März 2015). Stellt man sich die Schauspieler, die zusammen in einem Hollywood-Film gespielt haben, als Netzwerk vor, so ist Eric Roberts der „verbundenste“ Schauspieler überhaupt (siehe auch Bacon-Zahl). Er ist damit sozusagen „The Center of the Hollywood Universe“ oder auch ein Super-Hub im Sinne des Kleine-Welt-Phänomens bezogen auf Hollywood-Schauspieler.

## Filmografie (Auswahl)

### Filme
- 1978: König der Zigeuner (King of the Gypsies)
- 1980: Paul’s Case (Fernsehfilm)
- 1981: Der geheimnisvolle Fremde (Raggedy Man)
- 1983: Star 80
- 1984: Der Pate von Greenwich Village (The Pope of Greenwich Village)
- 1985: Coca Cola Kid (The Coca-Cola Kid)
- 1985: Runaway Train
- 1986: Sei stark, Cassie (Nobody’s Fool)
- 1989: Die Reise nach Tarzania
- 1989: Rude Awakening
- 1989: Blood Red – Stirb für dein Land (Blood Red)
- 1989: Karate Tiger IV – Best of the Best (Best of the Best)
- 1990: The Ambulance
- 1991: Wie ein Stachel im Fleisch (Lonely Hearts)
- 1991: Das Duell der Meister (By the Sword)
- 1992: Eiskalte Leidenschaft (Final Analysis)
- 1993: Best of the Best 2 – Der Unbesiegbare (Best of the Best 2)
- 1993: Böse Schatten (Love, Cheat & Steal)
- 1994: Babyfever
- 1994: Freefall
- 1994: The Hard Truth – Gnadenlose Enthüllung (The Hard Truth)
- 1994: Burning Sensation (Sensation)
- 1994: The Specialist
- 1994: Love Is a Gun – Mörderische Leidenschaft (Love Is a Gun)
- 1995: Bad Heat – Highway des Todes (The Nature of the Beast)
- 1995: Gunpower (The Immortals)
- 1996: It’s My Party
- 1996: Die Gruft in den Sümpfen (The Grave)
- 1996: Cable Guy – Die Nervensäge (The Cable Guy)
- 1996: Doctor Who – Der Film (Doctor Who, Fernsehfilm)
- 1996: Mississippi Delta – Im Sumpf der Rache (Heaven’s Prisoners)
- 1996: Kaltblütig (In Cold Blood, Fernsehfilm)
- 1996: Todesschwadron aus der Zukunft (Past Perfect)
- 1996: Public Enemy (Public Enemies, Fernsehfilm)
- 1997: America’s Most Wanted (Most Wanted)
- 1997: Die Abenteuer des Odysseus (The Odyssey)
- 1998: God’s Army II – Die Prophezeiung (The Prophecy II)
- 1998: False Pretense – Der Schein trügt (Dead End)
- 1998: The Shadow Men
- 1998: La Cucaracha – Spiel ohne Regeln (La Cucaracha)
- 1999: Showdown auf dem Weg zur Hölle (Purgatory)
- 1999: Meyer Lansky – Amerikanisches Roulette (Lansky, Fernsehfilm)
- 1999: Heaven’s Fire – Flammendes Inferno (Heaven’s Fire, Fernsehfilm)
- 1999: Two Shades of Blue
- 2000: Cecil B. (Cecil B. DeMented)
- 2000: Tripfall – Das Todestrio (TripFall)
- 2000: Mercy Streets – Straße der Vergebung (Mercy Streets)
- 2000: Sanctimony – Auf mörderischem Kurs (Sanctimony)
- 2000: Race Against Time – Wettlauf gegen den Tod (Race Against Time, Fernsehfilm)
- 2000: The Replacement – Todeskommando Weißes Haus (The Alternate)
- 2001: Flug 534 – Tod über den Wolken (Rough Air: Danger on Flight 534, Fernsehfilm)
- 2001: The Flying Dutchman (Fernsehfilm)
- 2001: Fast Sofa
- 2001: Raptor
- 2002: Wolves of Wall Street
- 2002: Breakaway – Ein knallharter Coup (Christmas Rush, Fernsehfilm)
- 2002: Spun
- 2003: Intoxicating – Pures Gift (Intoxicating)
- 2003: National Security
- 2003: The Long Ride Home
- 2003: Endangered Species – Gejagt (Endangered Species)
- 2004: Silly Movie 2.0 (Miss Cast Away)
- 2004: Six: Fortress Deadzone (Six: The Mark Unleashed)
- 2005: Break a Leg
- 2005: Junior Pilot – Ein Kid für alle Fälle (Junior Pilot)
- 2005: Phat Girlz
- 2006: Kids – In den Straßen New Yorks (A Guide to Recognizing Your Saints)
- 2006: One Way
- 2006: D.O.A. – Dead or Alive (DOA: Dead or Alive)
- 2007: Contamination
- 2007: Pandemic – Tödliche Erreger (Pandemic, Fernsehfilm)
- 2008: The Dark Knight
- 2008: Marcus – Der Gladiator von Rom (Cyclops, Fernsehfilm)
- 2008: Dark Honeymoon
- 2008: Beschützer wider Willen (Witless Protection)
- 2009: In the Blink of an Eye
- 2009: Edgar Allan Poe’s Das Grab der Ligeia (Ligeia)
- 2009: The Steam Experiment
- 2009: The Butcher – The New Scarface (The Butcher)
- 2010: Westbrick Murders – Ihr werdet sühnen (Westbrick Murders)
- 2010: First Dog – Zurück nach Hause (First Dog)
- 2010: The Expendables
- 2010: Enemies Among Us
- 2010: Sharktopus (Fernsehfilm)
- 2011: Chillerama
- 2012: Snow White (Snow White: A Deadly Summer)
- 2012: Das Kind (The Child)
- 2013: Hexenjagd – Die Hänsel und Gretel-Story (Hansel & Gretel: Warriors of Witchcraft)
- 2013: Paranormal Movie
- 2013: The Perfect Summer
- 2013: All American Christmas Carol
- 2014: Inherent Vice – Natürliche Mängel (Inherent Vice)
- 2015: The Human Centipede III (Final Sequence)
- 2015: Dark Moon Rising
- 2015: Verborgenes Begehren (Stalked by My Doctor)
- 2015: Cowboys vs. Dinosaurs
- 2015: The Condemned 2
- 2016: Projekt 12: Der Bunker (Project 12: The Bunker)
- 2017: Verborgenes Begehren – Die Rückkehr (Stalked by My Doctor: The Return)
- 2017: The Terror of Hallow’s Eve
- 2017: Ayla: The Daughter of War
- 2018: Papa
- 2018: Beautifully Broken
- 2018: Head Full of Honey
- 2019: Monster Island – Kampf der Giganten (Monster Island)
- 2020: Asteroid-a-Geddon – Der Untergang naht (Asteroid-a-Geddon)
- 2020: Collision Earth – Game Over (Collision Earth)
- 2020: Top Gunner – Die Wächter des Himmels (Top Gunner)
- 2021: Ape vs. Monster
- 2021: Megaboa – 20 Meter, die fressen wollen (Megaboa)
- 2022: Jurassic Domination
- 2022: Babylon – Rausch der Ekstase (Babylon)
- 2023: Battle of the Atlantic – America vs Russia (Top Gunner: Battle of the Atlantic)
- 2023: Megalodon: The Frenzy
- 2023: DC Down – Washington in Flammen (DC Down)
- 2023: Snow White and the Seven Samurai
- 2024: 24 Hours to D-Day – Schlacht der Entscheidung (24 Hours to D-Day)
- 2024: The Firing Squad
- 2024: Heretics

### Serien
- 1983: American Playhouse (Folge 2x02)
- 1996: Drew Carey Show (The Drew Carey Show, Folge 2x08)
- 1997: Frasier (Folge 4x15)
- 1997: Oz – Hölle hinter Gittern (Oz, Folge 1x04)
- 1997–1998: C-16 – Spezialeinheit des FBI (C-16: FBI, 13 Folgen)
- 1999: Ein Hauch von Himmel (Touchd by an Angel, Folge 5x21)
- 1999: Begierde – The Hunger (The Hunger, Folge 2x03)
- 2000: Law & Order: Special Victims Unit (Folge 2x13)
- 2001: King of Queens (The King of Queens, Folge 3x14)
- 2002–2005: Office Girl (65 Folgen)
- 2002: Witchblade – Die Waffe der Götter (Witchblade Folge 2x10)
- 2005: CSI: Miami (Folge 3x23)
- 2006–2007: The L Word – Wenn Frauen Frauen lieben (The L Word, 3 Folgen)
- 2007–2010: Heroes (7 Folgen)
- 2008: Criminal Intent – Verbrechen im Visier (Law & Order: Criminal Intent, Folge 7x13)
- 2008: The Cleaner (Folge 1x05)
- 2008: Entourage (Folge 5x05)
- 2009: L.A. Crash (Crash, 13 Folgen)
- 2010: Chuck (Folge 4x05)
- 2010–2011: Schatten der Leidenschaft (The Young and the Restless, 34 Folgen)
- 2011: Criminal Minds: Team Red (Criminal Minds: Suspect Behavior, Folge 1x10)
- 2011: Burn Notice (Folge 5x18)
- 2012: The Finder (Folgen 1x06, 1x13)
- 2013–2015: CSI: Vegas (CSI: Crime Scene Investigation, 3 Folgen)
- 2014: Justified (Folge 5x09)
- 2014–2015: Suits (8 Folgen)
- 2014: Glee (Folge 5x18)
- 2015: Hawaii Five-0 (Folge 5x10)
- 2015: Lost Girl (9 Folgen)
- 2015: Scorpion (Folge 2x18)
- 2016: Code Black (2 Folgen)
- 2016: Für schuldig gehalten (Non è stato mio figlio, Mini-Serie, 8 Folgen)
- 2016: Brooklyn Nine-Nine (Folge 4x03)
- 2016–2018: Sangra Negra (11 Folgen)
- 2017, 2021: Grey’s Anatomy (Folgen 13x16, 17x14)
- 2022: The Rookie: Feds (Folge 1x4)
- 2023: Juzni vetar: Na granici

### Als Synchronsprecher
- 1997: Frasier (Fernsehserie, Folge 4x15) … als Chet
- 1999: Spawn (Zeichentrickserie, Folge 3x01) … als Petey
- 2002–2004: Die Liga der Gerechten (Justice League, Zeichentrickserie, 3 Folgen) … als Mogul
- 2005: Danny Phantom (Zeichentrickserie, Folge 2x06) … als Dark Danny
- 2005: Geppetto’s Secret … als Jack Hammer
- 2013: A Talking Cat!?! … als Duffy
- 2014: Bigfoot vs. D.B. Cooper … als Oder Bernie

### Musikvideos
- 2002: Irv Gotti feat. Ashanti, Ja Rule, Charli Baltimore & Vita – Down 4 U
- 2003: The Killers – Mr. Brightside
- 2005: Mariah Carey – It’s Like That
- 2005: Mariah Carey – We Belong Together
- 2008: Akon feat. Eminem – Smack That
- 2012: The Killers – Miss Atomic Bomb
- 2015: Rihanna – Bitch better have my Money
- 2015: Chris Cornell – Nearly Forgot My Broken Heart
- 2015: Lexs – Do You Know
- 2018: Enrique Iglesias – El Bano ft. Bad Bunny

## Synchronsprecher
Für den deutschen Sprachraum wird Roberts zumeist durch Joachim Tennstedt synchronisiert. Auch Manfred Lehmann, Thomas Danneberg, Ekkehardt Belle und Frank Glaubrecht liehen ihm mehrfach die Stimme. In One Way wurde er von Heiner Lauterbach synchronisiert.

## Auszeichnungen
Golden Globes
- 1979: Nominierung als Bester Nachwuchsdarsteller in König der Zigeuner
- 1984: Nominierung als Bester Schauspieler in dem Film Star 80
- 1986: Nominierung als Bester Nebendarsteller in dem Film Runaway Train

Oscar
- 1986: Nominierung als Bester Nebendarsteller in dem Film Runaway Train